# Чесапикский ударный кратер
Чесапикский ударный кратер (англ. The Chesapeake Bay impact crater) — ударный кратер, образовавшийся в результате падения метеорита на восточное побережье Североамериканского континента 35,5 ± 0,3 млн лет назад, в конце эоценовой эпохи палеогенового периода.
Это наиболее хорошо сохранившийся морской ударный кратер, и сейчас самый крупный ударный кратер на территории США.
Появление кратера повлияло на формирование очертаний Чесапикского залива. Открытие гигантского кратера полностью изменило понимание эволюции Атлантической прибрежной равнины. Исследования команды Поага выявили несколько последствий древней катастрофы, которые до сих пор влияют на жизнь региона Чесапикского залива: проседание земли, изменение направления рек, нарушение прибрежных водоносных горизонтов и нестабильность грунта. Проседание земли особенно заметно в геологии и топографии современных поверхностей вокруг кратера, где брекчия толщиной 1,3 км уплотнялась быстрее окружающих пород, создавая топографическую депрессию. Граница между старыми и молодыми поверхностными породами совпадает с положением и ориентацией края кратера, а такие возвышенности как Суффолкский уступ и хребет Эймс (высотой 10-15 метров) расположены вдоль края кратера.
Удар болида также изменил течение рек (Йорк и Джеймс делают резкие повороты на северо-восток у внешнего края кратера) и нарушил водоносные горизонты, создав огромный резервуар объемом 4000 кубических километров, заполненный солёной водой в 1,5 раза солонее обычной морской воды. Это имеет практические последствия для управления грунтовыми водами в регионе: необходимо знать глубину залегания брекчии, чтобы избежать случайного бурения и загрязнения пресноводных горизонтов. На полуострове Делмарва, над самой глубокой частью кратера, доступны только водоносные горизонты над брекчией, что требует особенно бережного использования грунтовых вод в этой области.

## История открытия
В 1983 году были обнаружены первые свидетельства существования крупного ударного кратера, погребенного под нижней частью Чесапикского залива и окружающими полуостровами. Первым указанием стал 20-сантиметровый слой выброшенного материала, найденный в буровом керне, взятом у Атлантик-Сити (Нью-Джерси), примерно в 274 км к северу от кратера, содержащий оплавленные стеклянные шарики (тектиты) и зерна кварца со следами ударного метаморфизма - безошибочные признаки столкновения с космическим телом. Полный масштаб кратера был выявлен только в 1993 году благодаря данным, полученным в ходе нефтеразведки.